# Psychanalyse appliquée
La psychanalyse appliquée (angewandte Psychoanalyse) désigne l'application de la théorie et de la clinique psychanalytiques à d'autres domaines de connaissance et des « sciences de l'esprit » (allemand : Geisteswissenschaften): art et littérature, mais aussi domaines scientifiques, éducation, ethnologie et anthropologie, notamment.

## Histoire

### Du temps de Freud

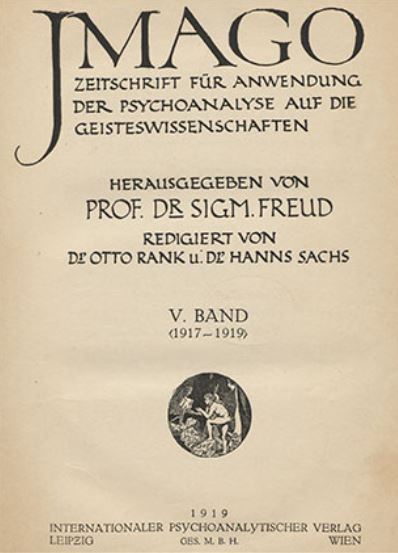
Imago, volume V

Selon Roudinesco et Plon, les premiers débats concernant l’application de la psychanalyse en littérature, en art, en mythologie et en histoire avaient déjà lieu dans le cadre de la Société psychologique du mercredi: le but, expliquent ces auteurs, était de se « libérer de la tutelle médicale », psychiatrique, et de montrer que la psychanalyse est, selon Freud, du domaine des « sciences de l’esprit ». Cela conduira notamment à la fondation d'une revue dédiée intitulée Imago. L'attitude de Freud à l'égard de la psychanalyse appliquée est considérée comme ambivalente et les réactions de la communauté psychanalytique contrastées, Freud poursuivant toujours dans ses divers textes un objectif théorique « venant le plus souvent se substituer à l’application pure et simple ».

### Chez les Anglo-Saxons
Dans le monde anglophone, l'expression « psychanalyse appliquée » est couramment utilisée, remarquent Plon et Roudinesco en se référant aux biographes anglo-saxons de Freud Ernest Jones et Peter Gay, qui classent une part importante des œuvres de Freud sous cette appellation sans que cela fasse débat.

### Après Freud en France
En revanche, sous cette même appellation, la « psychanalyse appliquée » a pu faire l'objet dans la communauté psychanalytique française d'un « rejet violent », observent Plon et Roudinesco : deux tendances s'y dégagent, selon eux, celle de Daniel Lagache visant à obtenir une « respectabilité universitaire » et celle de Lacan pour qui « la psychanalyse ne s'applique, au sens propre, que comme traitement, et donc à un sujet qui parle et qui entende ».

## Divers domaines d'application

### Psychanalyse, arts et littérature
Liste des principaux écrits de psychanalyse appliquée à l'art et à la littérature de Freud dans l'ordre chronologique:

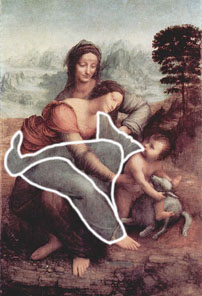
L'interprétation du vautour dans Un souvenir d'enfance de Léonard de Vinci de Sigmund Freud

- 1907: Délire et rêves dans la “Gradiva” de Jensen
- 1908: La création littéraire et le rêve éveillé
- 1910: Un souvenir d'enfance de L. de Vinci
- 1913: Le Thème des trois coffrets
- 1914: Le “Moïse” de Michel-Ange
- 1916: Quelques types de caractères dégagés par la psychanalyse
- 1917: Un souvenir d'enfance dans « Dichtung und Wahrheit » de Goethe
- 1919: L'Inquiétante Etrangeté
- 1928: Dostoïevsky et le parricide

Dans son livre Arthur Schnitzler als Psycholog (1913) [trad.: « Arthur Schnitzler psychologue »], Theodor Reik interprète des thèmes de l'écrivain en fonction des concepts psychanalytiques mis en place par Freud à cette date. Les conférences de Reik à la Société psychanalytique de Vienne sont discutées en présence de Freud comme cela apparaît dans les Minutes de la société, séance du 21 février 1912.

### Psychanalyse et éducation
Pour Marianne Dollander et Claude de Tychey, Freud s'est montré « ambivalent » vis-à-vis de l'application de la psychanalyse à l'éducation, en laissant à sa fille Anna le soin de réparer sa négligence qu'il a reconnue dans un domaine où il s'était déclaré « incompétent ». Ce qu'elle ne tarda pas à faire, écrivent les deux auteurs: « Dès 1930, Anna Freud publie un livre qui mettra une quarantaine d’années à être traduit en langue française et qui a un titre extrêmement provocateur : Initiation à la psychanalyse pour éducateurs ».
La question de l'application de la psychanalyse à la pédagogie a été posée par la première fois par Sándor Ferenczi, en 1908, lors du premier congrès international de psychanalyse.